# Àrea del Gran Dublín
Àrea del Gran Dublín (GDA) (gaèlic irlandès: Mórcheantar Bhaile Átha Cliath) és un terme que és usat per descriure la ciutat de Dublín i els comtats de Dún Laoghaire-Rathdown, Fingal, Kildare, Meath, Dublín Sud i Wicklow de la República d'Irlanda. El terme és descrit en la Planning and Develpment Act, 2000 (Section 21) i altres instruments estatutaris per als propòsits de planejament i desenvolupament al llarg de la seva història. L'àrea està coberta en aquests contexts per l'autoritat combinada de l'Autoritat Regional de Dublín i l'Autoritat Regional d'Orient Mitjà".

## Població
La població de la Gran Àrea de Dublín segons el cens de 2011 era d'1.801.040 persones. Estimacions publicades per la «Oficina Central d'Estadística» suggereix que la població de la Gran Àrea de Dublín aconseguirà els dos milions en 2021. Aquestes dades estan basades en un reporti regional de projeccions nacionals de població publicats prèviament i assumeix que les tendències demogràfiques actuals continuaran.
| Total    | 1.045.769 |
| Ciutat   | 506.211   |
| Suburbis |           |
| 188.761  |           |
| 114.623  |           |
| 236.174  |           |

## Evolució històrica de la població
| Census Year | Population | Proporció† |
| ----------- | ---------- | ---------- |
| 1841        | 683.232    | 10,5%      |
| 1851        | 740.597    | 14,5%      |
| 1861        | 698.050    | 15,9%      |
| 1871        | 663.131    | 16,4%      |
| 1881        | 652.569    | 16,9%      |
| 1891        | 628.539    | 18,1%      |
| 1901        | 640.093    | 19,9%      |
| 1911        | 669.625    | 21,3%      |
| 1926        | 685.242    | 23,1%      |
| 1936        | 774.791    | 26,1%      |
| 1946        | 827.725    | 28,0%      |
| 1961        | 906.347    | 32,2%      |
| 1971        | 1.062.220  | 35,7%      |
| 1981        | 1.290.154  | 37,5%      |
| 1986        | 1.336.119  | 37,8%      |
| 1991        | 1.350.595  | 38,3%      |
| 1996        | 1.405.671  | 38,8%      |
| 2002        | 1.535.446  | 39,2%      |
| 2006        | 1.662.536  | 39,2%      |
| 2011        | 1.801.040  | 39,3%      |

† "Proporció" aquí vol dir la proporció de gent vivint a la GDA comparada amb els que viuen en la resta del territori del qua avui dia és la República d'Irlanda.

## Alternatives
La Gran Àrea de Dublín és anomenada també, encara que de forma imprecisa, Regió de Dublín àrea de les quatre autoritats locals de Dublín i el terme àrea Metropolitana de Dublín és la part urbana de Dublín que es defineix per diversos instruments estatals, principalment aquells que es refereixen a la Garda Síochána i els dels procediments de les Corts d'Irlanda.